# Spetssumpsnäcka
Spetssumpsnäcka (Viviparus contectus) är en snäckart som först beskrevs av Pierre-Aimé Millet 1813.  Spetssumpsnäcka ingår i släktet Viviparus, och familjen sumpsnäckor. IUCN kategoriserar arten globalt som livskraftig. Enligt den finländska rödlistan är arten otillräckligt studerad i Finland. Arten är reproducerande i Sverige. Artens livsmiljö är sjöar.

## Bildgalleri

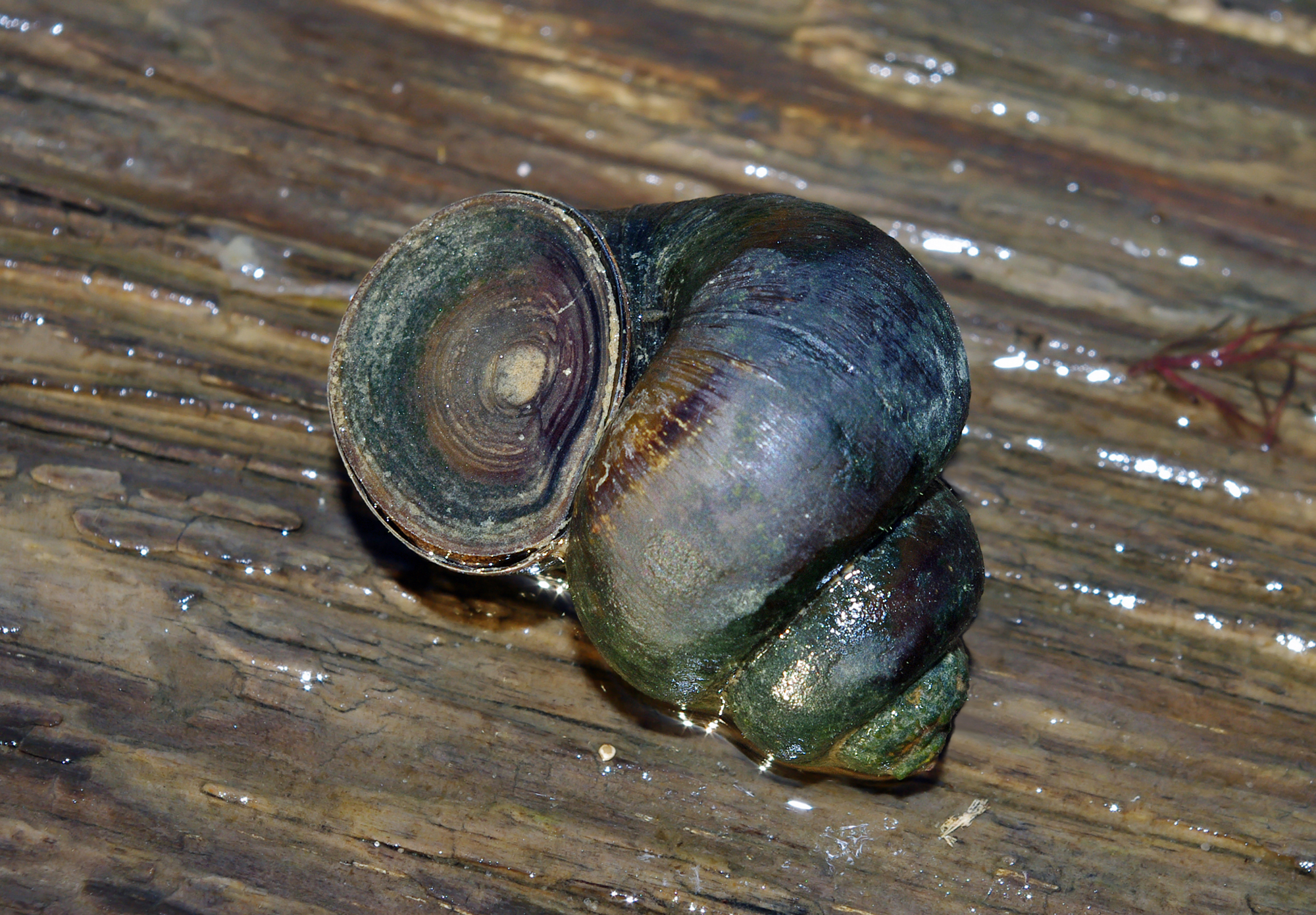
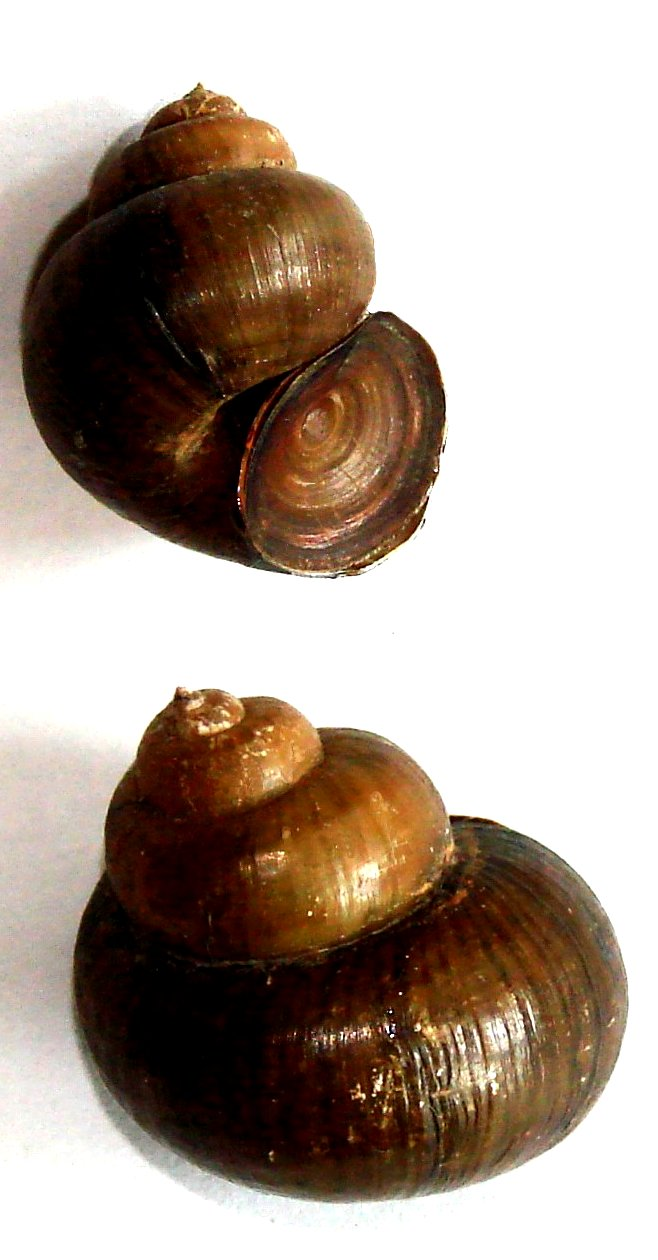
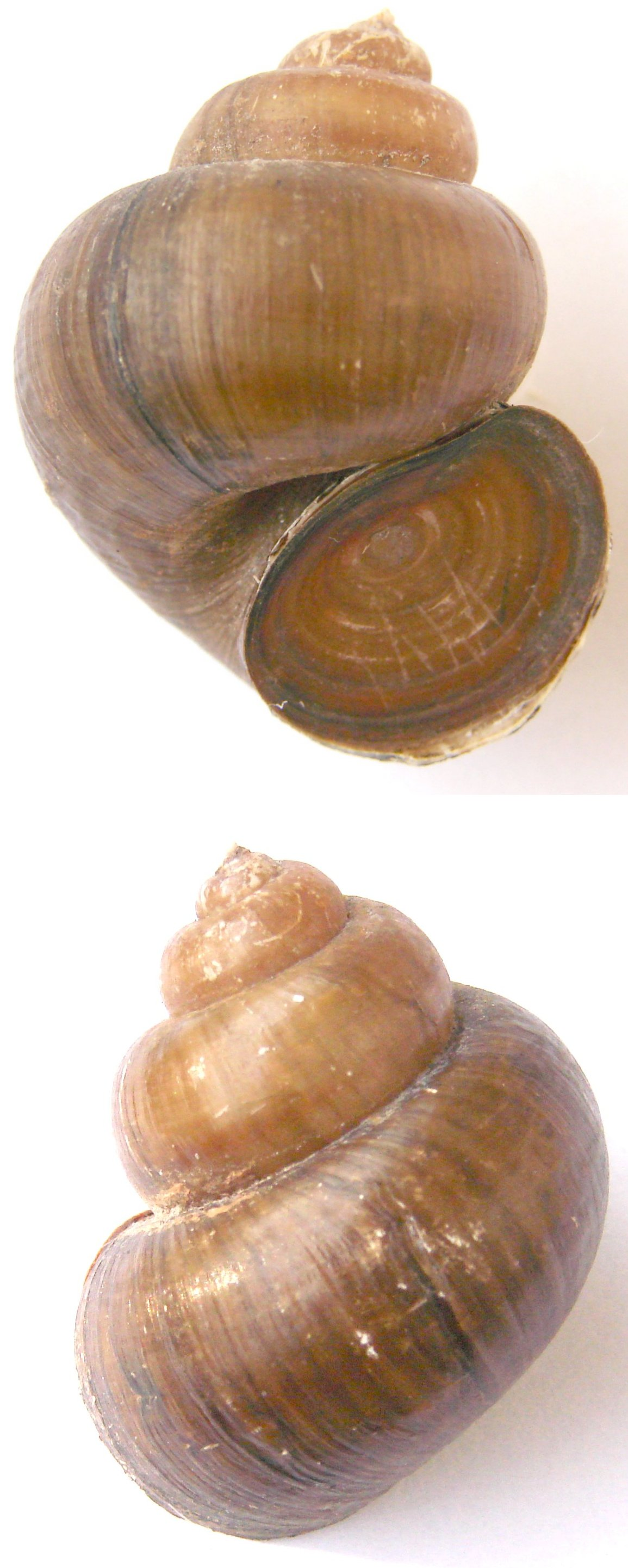